# Шакья, Церинг
Церинг Шакья (тиб. ཚེ་རིང་དབང་འདུས་ཤཱཀྱ་, Вайли Tse-ring Dbang-'dus Shaakya) (р. 1959, Лхаса) — канадский тибетолог, специалист по истории Тибета и современной тибетской литературе, заведующий кафедрой религии и современного общества в Азии в университете Британской Колумбии. Является автором ряда статей и книг, наиболее известная из которых посвящена истории Тибета с 1947 года.

## Биография
Церинг Шакья родился в Лхасе в 1959 году. Его отец, директор частной школы тибетского языка, умер, когда Шакья был ещё маленьким.
В 1967 году вместе с матерью и одной из сестёр перебрался в Непал. В течение нескольких лет обучался в тибетской школе в Массури в северной Индии. В 1973 году получил стипендию на обучение в школе в Хэмпшире, Англия.
После завершения школы продолжил своё обучение в Институте исследования стран Востока и Африки (SOAS) Лондонского университета, где в 1981 году получил степень бакалавра гуманитарных наук по специальности «Social Anthropology & South Asian History». Там же в SOAS получил степень магистра философии в 2000 году и доктора философии в 2004 году (тема исследования — современная тибетская литература — «The Emergence of Modern Tibetan Literature Since 1950»).
В 1997 году перевёл на английский язык автобиографию буддийского монаха Палдена Гьяцо «Fire Under the Snow». В 1999 году издал свой самый известный труд — «The Dragon in the Land of Snows», посвящённый истории Тибета с 1947 года. В 2000 году стал одним из редакторов антологии современных тибетских рассказов и стихотворений («Song of the Snow Lion»).
В настоящее время (2013 год) возглавляет кафедру религии и современного общества в Азии в университете Британской Колумбии в Ванкувере, Канада. Также работает на радио Свободная Азия.

## Выборочная библиография

### Книги
- Shakya T. W., Harris C. Seeing Lhasa: British Depictions of the Tibetan Capital 1936-1947. — London: Serindia, 2003.
- Shakya T. W. The Dragon in the Land of Snows: A History of Modern Tibet Since 1947. — London: Pimlico, 1999.
- Gyatso P., Shakya T. W. Fire Under the Snow: The Testimony of a Tibetan Prisoner (Palden Gyatso). — London: Harvill Press, 1998.

### Статьи
- Tsering Shakya. The Development of Modern Tibetan Literature in the People's Republic of China in the 1980s // Modern Tibetan Literature and Social Change. Ed. by Lauran R. Hartley and Patricia Schiaffini-Vedani. — Duke University Press, 2008. — С. 61-85.
- Shakya T. Who Are the Prisoners? Tibetan Buddhism and the West // Journal of the American Academy of Religion. — 2001. — Т. 69, № 1. — С. 183-189.
- Shakya T. The Genesis of the 17-Point Agreement: The Genesis of the Sino-Tibetan Agreement of 1951 // Proceedings of the 6th International Conference of Tibetan Studies – Fegernes, Norway, Institute of Comparative Research in Human Culture, Oslo. — 1994. — С. 739-754.
- Shakya T. Solving the Tibetan Problem // Time Magazine (Asian Edition). — 2000 July 17.